# Dansk Melodi Grand Prix 2010
Dansk Melodi Grand Prix 2010 var den 39:e upplagan av Dansk Melodi Grand Prix och uttagningen till Eurovision Song Contest 2010. 
Tävlingen direktsändes i DR1 den 6 februari 2010 i Gigantum i Ålborg. Felix Smith och Julie Berthelsen var programledare.
Vinnare blev Chanée & N'evergreen med sången In a Moment Like This.

## Deltagare
| Nr  | Artist               | Sång                    | Kompositör / Textförfattare                                                  | Placering |
| --- | -------------------- | ----------------------- | ---------------------------------------------------------------------------- | --------- |
| 1.  | Bryan Rice           | "Breathing"             | Peter Bjørnskov                                                              | 2         |
| 2.  | Joakim Tranberg      | "All About a Girl"      | Lars Halvor Jensen, Martin Michael Larsson, Ronan Keating                    | -         |
| 3.  | MariaMatilde Band    | "Panik!"                | Maria Sejer, Matilde Kühl, Mads Haugaard, Marcus Winther-John                | -         |
| 4.  | Simone               | "How Will I Know"       | Jacob Launbjerg / Andreas Mørck                                              | 3         |
| 5.  | Jens Marni           | "Gloria"                | Svend Gudiksen, Johannes Jørgensen, Noam Halby                               | -         |
| 6.  | Chanée & N'evergreen | "In a Moment Like This" | Thomas G:son, Henrik Sethsson, Erik Bernholm / Thomas G:son, Henrik Sethsson | 1         |
| 7.  | Kaya Brüel           | "Only Tonight"          | Kaya Brüel                                                                   | -         |
| 8.  | Thomas Barsøe        | "Just Like Rain"        | Patrick Jonsson, Joakim Övrenius, Thomas Karlsson, Thomas Barsøe             | -         |
| 9.  | Sukkerchok           | "Kæmper for kærlighed"  | Lasse Lindorff, Martin Michael Larsson, Lise Cabble                          | -         |
| 10. | Silas & Kat          | "Come Come Run Away"    | Lise Cabble, Simon Munk                                                      | 3         |

1. ↑  hämtat från: tyskspråkiga Wikipedia.[källa från Wikidata]